# Union Bank Plaza
L’UnionBank Plaza est un gratte-ciel de bureaux de 206 mètres de hauteur construit en 2004 à Pasig, dans l'agglomération de Manille, aux Philippines.
Le nom de l'immeuble vient de l'Union Bank des Philippines, le promoteur du bâtiment qui est situé à l'un des points le plus élevé de l'Ortigas Center, un très important centre d'affaires. Il y a un appartement panoramique au 47e étage. L'immeuble comprend aussi un club de remise en forme, des restaurants et au sommet un hélipad pour l'atterrissage des hélicoptères.
L'architecte est l'agence américaine RTKL.
Fin 2009, il était l'un des dix plus hauts immeubles des Philippines.